# 利润最大化

利润最大化（英語：Profit maximization）是在早期西方資本主義，純经济学的角度，企业的行為目標。近期的經濟學也加入倫理學的角度。相信以長線而言，只有具商業信譽、社會責任的企業，其利润才會有最大化。當邊際收益等于邊際成本（MR=MC），即邊際利潤为零时，利潤達到極大化。
一般在經濟學之中，所假設的企業利潤最大化行為，如下面的公式所計算出來的。〈假設所生產的數量能夠完全銷售出去〉
利潤＝收入－費用
　　＝商品售價×生産數量－費用
因此、
𝜋＝p(F(L,K))×F(L,K)-(wL+rK)　

## 不足
没有考虑利润的取得时間、承擔風險、所获利润和投入资本额間的关系。此外，利潤極大化並不符合帕累托效率。

## 另見
- 微观经济学
- 利润
- 報酬遞減
- 機會成本
- 效用最大化
- 企業社會責任
- 拉格朗日乘数